# Мордовско-Маскинское сельское поселение
Мордовско-Маскинское се́льское поселе́ние — муниципальное образование в Ельниковском районе Мордовии Российской Федерации.
Административный центр — село Мордовско-Маскинские Выселки.

## История
Статус и границы сельского поселения установлены Законом Республики Мордовия от 1 декабря 2004 года № 97-З «Об установлении границ муниципальных образований Ельниковского муниципального района, Ельниковского муниципального района и наделении их статусом сельского поселения и муниципального района».

## Население
| 2002 | 2010 | 2012 | 2013 | 2014 | 2015 | 2016 |
| ---- | ---- | ---- | ---- | ---- | ---- | ---- |
| 297  | ↘236 | ↘234 | ↘229 | ↘222 | ↘219 | ↘213 |
| 2017 | 2018 | 2019 | 2020 | 2021 |      |      |
| ↘210 | ↘199 | ↘193 | ↘185 | ↗204 |      |      |

## Состав сельского поселения
| № | Населённый пункт             | Тип населённого пункта       | Население |
| - | ---------------------------- | ---------------------------- | --------- |
| 1 | Лепченка                     | деревня                      | ↘39       |
| 2 | Мордовские Полянки           | деревня                      | ↘49       |
| 3 | Мордовско-Маскинские Выселки | село, административный центр | ↘148      |